# Ventuz
Ventuz ist eine 3D-Echtzeit-Authoring-Software. Die zentralen Anwendungsgebiete sind große Präsentationen, Events, interaktive Applikationen und TV-Grafiken. Ventuz zielt darauf, neueste technologische Entwicklungen und qualitativ hochwertiges Design in einer zuverlässigen Entwicklungsumgebung zu verbinden. Ventuz wird von der Ventuz Technology AG mit Sitz in Hamburg und München entwickelt. 

## Überblick
Ventuz wurde entwickelt, um alle Bedürfnisse bei der Erstellung professioneller, hochwertiger Präsentationen jeder Art zu befriedigen. Eine Besonderheit von Ventuz ist seine Offenheit in Bezug auf Software- und Hardware-Setups. Es lässt sich flexibel in die verschiedensten Umgebungen integrieren. Dies erlaubt es, komplexe und visuell ansprechende 3D Animationen und Designs mit den neuesten technologischen Entwicklungen zu kombinieren und so neuartige audiovisuelle Präsentationen und Installationen herzustellen. 
Ventuz ist eine .NET-basierte Software für Echtzeit-3D-Grafik. Sie hat ein grafisches User-Interface, das auf einer Node-Struktur basiert. Dies erlaubt es, 3D-Inhalte und Animationen herzustellen, ohne programmieren zu müssen. Ventuz ist ein Authoring Tool und kann daher nur für das Erstellen einfacher 3D-Objekte genutzt werden. Komplexere 3D-Objekte können aber aus allen gängigen Modelling-Tools importiert werden. Ventuz hat einen Key-Frame-Animationseditor und eine sogenannte State Engine. Letztere ermöglicht vor allem Animationen, die sich an interaktiven Inputs orientieren, wie dem Drücken eines Knopfes und Ähnlichem. Zudem kann man komplexe Logik und maßgeschneiderte Scripts einfach einfügen.
Ein Vorteil der offenen Architektur von Ventuz ist die Fähigkeit, Befehle von den verschiedensten Quellen empfangen und verarbeiten zu können. Dies macht Ventuz zu einem mächtigen Tool für interaktive Applikationen. Gängige Anwendungsgebiete sind unter anderem die Navigation durch eine Präsentation via Lichtschranken oder Motion Tracking sowie Informations-Terminals mit Touchscreens. Mit Ventuz lassen sich die verschiedensten Geräte nahtlos einbinden. Auch Multi-Touch-Anwendungen sind möglich.
Ventuz-Projekte können in jedem beliebigen Format und jeder Auflösung hergestellt werden. Mehrere Ventuz-Computer können in einem Cluster arrangiert werden und spielen die Präsentation dabei synchron ab, sodass eine einheitliche und fehlerfreie Darstellung garantiert ist. Ventuz beinhaltet außerdem Anwendungen zur Projektion einer Präsentation auf unebene Flächen. Da Ventuz eine 3D-Software ist, ist es auch ein Leichtes, ein Projekt in Stereo3D darzustellen.  
Ventuz ist zudem eine flexible Lösung für Infomedia und Digital Signage. Daten können aus vielen externen Quellen bezogen werden, so auch aus dem Internet, aus Excel- oder Text-Dateien sowie aus Datenbanken. Sobald die Daten an der Quelle geändert werden, werden auch die Grafiken in der Ventuz-Präsentation angepasst, so dass immer die neusten Informationen dargestellt werden. 
Viele Firmen weltweit benutzen Ventuz für die Präsentationen der eigenen Produkte, so zum Beispiel Porsche, Volkswagen, Audi, Microsoft, und viele mehr. 
Zudem wird Ventuz im Bereich der TV-Grafik verwendet. Zu den Sendern, die mit Ventuz arbeiten, gehören RTL, ZDF, National Geographic, WDR, ERTU, mbc und viele andere. Zu den Shows, die mit Ventuz gemacht wurden, gehören DSDS, Wie schlau ist Deutschland?, 5 gegen Jauch, Schlag den Star und das amerikanische Who Wants to Be a Millionaire?. Im Jahr 2009 hat der US-amerikanische Fernsehsender Fox Sport Ventuz für seine on-air-Grafik eingeführt.

## Versionen
Die aktuelle Version ist Ventuz 6.11 (Stand September 2022).
Grundsätzlich gibt es folgende Ventuz-Editionen:
- Ventuz Designer (Authoring-Umgebung zur Erstellung der 3D-Echtzeit-Inhalte)
- Ventuz Director (Playout- und Kontrollanwendung)
- Ventuz Runtime (Ausspielplattform)